# 44 a.C.
Il 44 a.C. (XLIV a.C. in numeri romani) è un anno  del I secolo a.C.

## Eventi
- Per iniziativa di Marco Antonio, il settimo mese (l'antico quintilis divenuto "Iulius", l'odierno luglio) viene dedicato a Giulio Cesare (vedi anche Calendario giuliano);
- Cicerone comincia le famose Filippiche contro Marco Antonio, ne pronuncerà 14 nei mesi seguenti. Sempre dello stesso anno sono le opere De fato; Cato Maior de senectute; Laelius de amicitia; De officiis; De divinatione.
- Publio Cornelio Dolabella viene eletto console romano;
- 15 marzo - Idi di marzo - Gaio Giulio Cesare viene assassinato nel Teatro di Pompeo, durante una seduta del senato, dai cesaricidi, tra i cui artefici materiali del delitto vi è anche Marco Giunio Bruto, suo figlio adottivo;
- 18 aprile - Ottaviano arriva a Napoli dalla Grecia per succedere a Cesare;
- giugno - Marco Antonio si garantisce il governo quinquennale della Gallia Transalpina (Francia) e della Gallia Cisalpina (Nord Italia);
- 2 settembre - Cleopatra dichiara suo figlio co-reggente come Tolomeo XV;

## Morti
- 15 marzo - Gaio Giulio Cesare, generale, politico e storico romano (n. 101 a.C.)
- 20 marzo - Gaio Elvio Cinna, poeta romano
- Antipatro di Tiro, filosofo greco antico
- Burebista, re dacico
- Publio Servilio Vatia Isaurico, politico e militare romano
- Publio Sittio, militare e mercenario romano
- Tolomeo XIV, sovrano egizio